# انتخابات مجلس الشيوخ المصري 2020
انتخابات مجلس الشيوخ 2020 هي أول انتخابات لمجلس الشيوخ المصري بعد إقرار تعديلات الدستور 2019 الذي أعاد مجلس الشيوخ مرة أخري بعد أن ألغاه دستور 2014، بصلاحيات محددة ومهام واضحة، على غرار كثير من المجالس في دول العالم، ومنها فرنسا وإيطاليا والهند والبرازيل والأرجنتين وكندا وجنوب أفريقيا وأستراليا واليابان وسويسرا، وتقام انتخابات مجلس الشيوخ علي مرحلة واحدة.

## الترتيب الزمني
أعلن المستشار لاشين إبراهيم رئيس الهيئة الوطنية للانتخابات في 4 يوليو، عن فتح باب الترشح لانتخابات مجلس الشيوخ اعتبارا من يوم 11 وحتى 18 يوليو 2020،  فيما تفصل محكمة القضاء الإدارى في الطعون المقدمة إليها على المرشحين في الفترة من 22 إلى 24 يوليو الجارى، على أن تعلن الهيئة الوطنية للانتخابات الكشوف النهائية للمرشحين 26 يوليو، لتبدأ معها رسميا الدعاية الانتخابية. وحددت الهيئة تاريخ 28 يوليو آخر موعد لتنازل المرشحين، فيما تنشر التنازلات بصحيفتى الأخبار والجمهورية 29 يوليو،  على أن تبدأ عملية التصويت في الخارج يومي 9-10 أغسطس 2020، وفي الداخل يومي 11- 12 أغسطس، وتكون انتخابات الإعادة يومي 6 - 7 سبتمبر 2020، وفي الداخل يومي 8 - 9 سبتمبر، ويكون إعلان النتيجة يوم 16 سبتمبر 2020.

## النظام الانتخابي
حدد القانون رقم 141 لسنة 2020، عدد أعضاء المجلس بواقع 300 عضو كالتالي:
يُشكل مجلس الشيوخ من (300) عضو، وُينتخب ثلثا أعضائه بالاقتراع العام السري المباشر، ويعين رئيس الجمهورية الثلث الباقي، على أن يخصص للمرأة ما لا يقل عن 10% من إجمالي عدد المقاعد.
ويكون انتخاب مجلس الشيوخ بواقع (100) مقعد بالنظام الفردى، و(100) مقعد بنظام القوائم المغلقة المطلقة، ويحق للأحزاب والمستقلين الترشح في كل منهما.
وتقسم جمهورية مصر العربية إلى عدد (27) دائرة تخصص للانتخاب بالنظام الفردي، وعدد (4) دوائر تخصص للانتخاب بنظام القوائم، يخصص لدائرتين منهما عدد (15) مقعدًا لكل منها، ويخصص للدائرتين الأخريين عدد (35) مقعدًا لكل منها، ويُحدد نطاق ومكونات كل منها على النحو المبين بهذا القانون.
ويُنتخب عن كل دائرة منها عدد الأعضاء الذي يتناسب وعدد السكان والناخبين بها، بما يراعي التمثيل العادل للسكان والمحافظات.
ويجب أن تتضمن كل قائمة انتخابية عددًا من المترشحين يساوي العدد المطلوب انتخابه في الدائرة وعددًا من الاحتياطيين مساويًا له، ويتعين أن تتضمن كل قائمة مخصص لها عدد (15) مقعدًا ثلاث نساء على الأقل، كما يتعين أن تتضمن كل قائمة مخصص لها عدد (35) مقعدًا سبع نساء على الأقل.
ولا تقبل القائمة غير المستوفاة أي من الشروط والأحكام المشار إليها في الفقرتين السابقتين. ويجوز أن تتضمن القائمة الواحدة مترشحي أكثر من حزب، كما يجوز أن تشكل القائمة من مترشحين مستقلين غير منتمين لأحزاب، أو أن تجمع بينهم، وفي جميع الأحوال يتعين إظهار اسم الحزب أو كون المترشح مستقلًا ضمن القائمة الواحدة في أوراق الترشح.
ويشترط لاستمرار العضوية بمجلس الشيوخ أن يظل العضو محتفظًا بالصفة التي تم انتخابه على أساسها، فإن فقد هذه الصفة، أو غير انتمائه الحزبي المنتخب على أساسه، أو أصبح مستقلًا، أو صار المستقل حزبيًا، تسقط عنه العضوية بقرار من مجلس الشيوخ بأغلبية ثلثي أعضاء المجلس.
أما مدة عضوية مجلس الشيوخ فهي خمس سنوات ميلادية، تبدأ من تاريخ أول اجتماع له، ويجري انتخاب المجلس الجديد خلال الستين يومًا السابقة على انتهاء مدته.

## دوائر القوائم
وقد تم تقسيم الجمهورية إلى 4 قوائم:
| اسم القائمة      | عدد المقاعد | المحافظات التابعة له                                                                                     |
| ---------------- | ----------- | --- |
| قائمة القاهرة    | 35          | القاهرة - القليوبية - الدقهلية - كفر الشيخ - الغربية - المنوفية                                          |
| قائمة الصعيد     | 35          | الجيزة - بني سويف - المنيا - الفيوم - أسيوط - الوادي الجديد -سوهاج - قنا - الأقصر - أسوان - البحر الأحمر |
| إقليم غرب الدلتا | 15          | الإسكندرية - البحيرة - مطروح                                                                             |
| إقليم شرق الدلتا | 15          | الشرقية - دمياط - بورسعيد - الإسماعيلية - السويس - شمال سيناء - جنوب سيناء                               |

## توزيع المقاعد علي المحافظات
تم تقسيم دوائر الفردي لتكون كل محافظة دائرة إنتخابية.

## التعيينات
في 16 أكتوبر 2020، صدق عبد الفتاح السيسي رئيس مصر على تعيين 100 عضو بمجلس الشيوخ المصري، جاءت قائمة أسماء المعينين وفقا لقانون مجلس الشيوخ الذي يمنح رئيس الجمهورية حق تعيين ثلث أعضاء المجلس، لتعبر عن التنوع في اختيار الشخصيات لتشمل كافة التخصصات والمجالات المختلفة وممثلة لكافة الأطياف السياسية وكافة أطياف وفئات المجتمع
وجاء من أبرز المعينين بقائمة مجلس الشيوخ:

### صحافة وإعلام
عماد الدين حسين رئيس تحرير صحيفة الشروق
محمود مسلم رئيس تحرير صحيفة الوطن
عبد المنعم سعيد رئيس مجلس إدارة المصري اليوم
محمد شبانة رئيس تحرير الأهرام الرياضي
إبراهيم حجازى الكاتب الصحفى بالأهرام
محمود الكردوسي رئيس مجلس إدارة جريدة الوطن
طارق سعدة نقيب الإعلاميين
نادية مبروك رئيس الإذاعة الأسبق
محمد مصطفى شردى إعلامى

### شخصيات حزبية
بهاء أبو شقة رئيس حزب الوفد
السيد عبد العال رئيس حزب التجمع
الربان عمر صميدة رئيس حزب المؤتمر
د. نبيل دعبس رئيس حزب مصر الحديثة
الدكتور هانى سرى الدين نائب رئيس حزب الوفد
عبد العزيز النحاس عضو الهيئة العليا لحزب الوفد
الدكتور خالد قنديل رئيس اللجنة الإقتصادية بحزب الوفد

### خبراء تعليم
خلف الزناتي نقيب المعلمين
د. محب الرافعي وزير التربية والتعليم الأسبق

### فنانون
يحيي الفخراني
سميرة عبد العزيز
أكمل سامي نجاتي، عضو تنسيقية شباب الاحزاب.
محمد فريد، عضو تنسيقية شباب الاحزاب.
سها سعيد، عضو تنسيقية شباب الاحزاب.
علاء مصطفى، عضو تنسيقية شباب الاحزاب.

### شخصيات عامة
الدكتور محمد صلاح البدري أستاذ الطب بجامعة المنيا
الدكتور رياض إسماعيل، عميد كلية زراعة شمال سيناء
سامح عاشور نقيب المحامين
أحمد محمد السعيد
الدكتور محمد محمود منصور
عمر نبيل عبد الرحمن
خالد عبد المنعم
أحمد محمد السعيد
علاء الدين مصطفى
مجدي فريد
حازم محمد
الدكتورة كوثر محمود
جميل حليم
سمير عبد الجليل
اللواء هارون أبو سحلى
إيهاب زكريا
محمود سيد
محمود ثروت
إبراهيم السيد
فؤاد أبو شوشة
يحيى شوقي
أحمد عبد العزيز
محمد محمد زكي
ماهر مصطفى
أشرف ثابت
أشرف أبو السعد
ضياء إسماعيل
هدى جمال عبد الناصر
فرج الدري
سما سليمان رئيس وحدة بمركز المعلومات
محمد ماهر مصطفي ابوغالي
محمود محمد صلاح سعد
محمود اشرف أبو النصر
عبد الله أمين محمود
محمد عمر مصطفي
يوسف السيد عامر
ضياء إسماعيل مصطفي
احمد عبد الله سيد
محمد شوقي
محمد صلاح الدين بدري
محمود سيد محمود
محمد محمود ثروت
محمد فرج حافظ
حافظ أبو شوشة
يحي شوقي محمد
أحمد عبد العزيز
محمد خالد
مصطفي احمد
محمد عبد السلام
رمضان سرحان
محمد محمد زكي
السعدي عبد الحميد
نهال المغربل، مدير برنامج السياسات والتشريعات والحوكمة الحضارية ببرنامج الأمم المتحدة.

## توزيع المقاعد

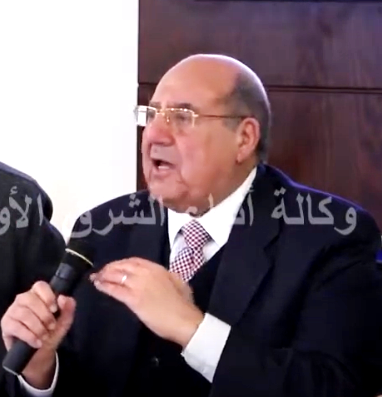
رئيس مجلس الشيوخ المصري عبد الوهاب عبد الرازق (2019)

اعتمد مجلس النواب، برئاسة الدكتور على عبد العال، تقسيم الدوائر الانتخابية لأول مجلس شيوخ، بعد التعديلات الدستورية 2019، وذلك بموافقته النهائية على مشروع قانون بإصدار مجلس الشيوخ المُقدم من ائتلاف دعم مصر . 
| المحافظة  | المحافظة      | المساحة (كم2) | عدد السكان (يوليو 2014) | عدد المقاعد المخصصة للنظام الفردي | نصيب المحافظة من مقاعد القائمة | إجمالي عدد المقاعد المخصصة للمحافظة                      |
| --------- | ------------- | ------------- | ----------------------- | --------------------------------- | ------------------------------ | -------------------------------------------------------- |
|           | القاهرة       | 1,983         | 9,102,232               | 11                                | 10                             | 21                                                       |
|           | الإسكندرية    | 2,679         | 4,716,078               | 7                                 | 7                              | 14                                                       |
|           | الإسماعيلية   | 1,442         | 1,146,033               | 2                                 | 1                              | 3                                                        |
|           | أسوان         | 679           | 1,394,687               | 1                                 | 2                              | 3                                                        |
|           | أسيوط         | 25,926        | 4,123,441               | 4                                 | 4                              | 8                                                        |
|           | الأقصر        | 55            | 1,119,222               | 1                                 | 2                              | 3                                                        |
|           | البحر الأحمر  | 203,685       | 337,051                 | 1                                 | 1                              | 2                                                        |
|           | البحيرة       | 10,130        | 5,647,233               | 7                                 | 7                              | 14                                                       |
|           | بني سويف      | 1,322         | 2,771,138               | 3                                 | 3                              | 6                                                        |
|           | بورسعيد       | 72            | 653,770                 | 1                                 | 1                              | 2                                                        |
|           | جنوب سيناء    | 33,140        | 164,574                 | 1                                 | 1                              | 2                                                        |
|           | الجيزة        | 85,153        | 7,397,577               | 8                                 | 8                              | 16                                                       |
|           | الدقهلية      | 3,471         | 5,818,363               | 6                                 | 6                              | 12                                                       |
|           | دمياط         | 589           | 1,300,815               | 2                                 | 2                              | 4                                                        |
|           | سوهاج         | 1,547         | 4,469,151               | 5                                 | 5                              | 10                                                       |
|           | السويس        | 17,840        | 607,775                 | 1                                 | 1                              | 2                                                        |
|           | الشرقية       | 4,180         | 6,327,562               | 7                                 | 7                              | 14                                                       |
|           | شمال سيناء    | 27,574        | 421,984                 | 1                                 | 1                              | 2                                                        |
|           | الغربية       | 1,942         | 4,648,408               | 5                                 | 5                              | 10                                                       |
|           | الفيوم        | 1,827         | 3,072,181               | 3                                 | 3                              | 6                                                        |
|           | القليوبية     | 1,001         | 4,989,302               | 6                                 | 6                              | 12                                                       |
|           | قنا           | 1,851         | 2,959,175               | 3                                 | 3                              | 6                                                        |
|           | كفر الشيخ     | 3,437         | 3,093,754               | 3                                 | 3                              | 6                                                        |
|           | مطروح         | 212,112       | 427,573                 | 1                                 | 1                              | 2                                                        |
|           | المنوفية      | 1,532         | 3,849,850               | 4                                 | 4                              | 8                                                        |
|           | المنيا        | 32,279        | 5,004,421               | 5                                 | 5                              | 10                                                       |
|           | الوادي الجديد | 376,505       | 219,615                 | 1                                 | 1                              | 2                                                        |
| 27 محافظة | 27 محافظة     | 1,002,450 كم2 | 85,782,965 نسمة         | 100 مقعداً                         | 100 مقعداً                      | 200 مقعداً (بالإضافة إلي 100 مقعدا يعينهم رئيس الجمهورية) |

## وصلات خارجية
- الهيئة الوطنية للانتخابات